# Jezioro Wierzbiczańskie
Jezioro Wierzbiczańskie – jezioro w woj. wielkopolskim, w pow. gnieźnieńskim, w gminie Gniezno, na obszarze Równiny Wrzesińskiej.

## Opis
Akwen znajduje się w odległości około 2,5 km od wsi Jankowo Dolne. 
Linia brzegowa jest urozmaicona, brzegi są płaskie.

## Dane morfometryczne
Powierzchnia zwierciadła wody według różnych źródeł wynosi od 148,5 ha do 189,3 ha. 
Zwierciadło wody położone jest na wysokości 97,1 m n.p.m. lub 97,6 m n.p.m. Średnia głębokość jeziora wynosi 6,7 m, natomiast głębokość maksymalna 21,6 m.
W oparciu o badania przeprowadzone w 2001 roku wody jeziora zaliczono do II klasy czystości.